# Tour de France 2017
Tour de France 2017 sẽ là lần thứ 104 tổ chức Tour de France, một trong những Grand Tour. Cuộc đua sẽ trở lại với individual time trial ở Düsseldorf vào ngày 1 tháng bảy, và kết thúc với Champs-Élysées stage ở Paris vào ngày 23 tháng 7 năm 2017. Tổng cộng 198 cua-rơ từ 22 đội sẽ đến cuộc đua.

## Lịch thi đấu
| Chặng | Ngày       | Đoạn đường                                   | Khoảng cách         | Loại                | Loại                |      |
| ----- | ---------- | -------------------------------------------- | ------------------- | ------------------- | ------------------- | ---- |
| 1     | 1 tháng 7  | Düsseldorf (Đức)                             | 13 km (8 mi)        |                     | Tính giờ cá nhân    |      |
| 2     | 2 tháng 7  | Düsseldorf (Đức) đến Liège (Bỉ)              | 202 km (126 mi)     |                     | Đường bằng phẳng    |      |
| 3     | 3 tháng 7  | Verviers (Bỉ) tới Longwy                     | 202 km (126 mi)     |                     | Vượt đèo            |      |
| 4     | 4 tháng 7  | Mondorf-les-Bains (Luxembourg) đến Vittel    | 203 km (126 mi)     |                     | Đường bằng phẳng    |      |
| 5     | 5 tháng 7  | Vittel tới La Planche des Belles Filles      | 160 km (99 mi)      |                     | Vượt núi trung bình |      |
| 6     | 6 tháng 7  | Vesoul tới Troyes                            | 216 km (134 mi)     |                     | Đường bằng phẳng    |      |
| 7     | 7 tháng 7  | Troyes tới Nuits-Saint-Georges               | 214 km (133 mi)     |                     | Đường bằng phẳng    |      |
| 8     | 8 tháng 7  | Dole tới Station des Rousses                 | 187 km (116 mi)     |                     | Vượt núi trung bình |      |
| 9     | 9 tháng 7  | Nantua tới Chambéry                          | 181 km (112 mi)     |                     | Vượt núi            |      |
|       | 10 tháng 7 | Dordogne                                     | Dordogne            |                     | Nghỉ                | Nghỉ |
| 10    | 11 tháng 7 | Périgueux tới Bergerac                       | 178 km (111 mi)     |                     | Đường bằng phẳng    |      |
| 11    | 12 tháng 7 | Eymet tới Pau                                | 202 km (126 mi)     |                     | Đường bằng phẳng    |      |
| 12    | 13 tháng 7 | Pau tới Peyragudes                           | 214 km (133 mi)     |                     | Vượt núi            |      |
| 13    | 14 tháng 7 | Saint-Girons tới Foix                        | 100 km (62 mi)      |                     | Vượt núi            |      |
| 14    | 15 tháng 7 | Blagnac tới Rodez                            | 181 km (112 mi)     |                     | Vượt đèo            |      |
| 15    | 16 tháng 7 | Laissac-Sévérac-l'Église tới Le Puy-en-Velay | 189 km (117 mi)     |                     | Vượt núi trung bình |      |
|       | 17 tháng 7 | Le Puy-en-Velay                              | Le Puy-en-Velay     |                     | Nghỉ                | Nghỉ |
| 16    | 18 tháng 7 | Le Puy-en-Velay tới Romans-sur-Isère         | 165 km (103 mi)     |                     | Đường bằng phẳng    |      |
| 17    | 19 tháng 7 | La Mure tới Serre Chevalier                  | 183 km (114 mi)     |                     | Vượt núi            |      |
| 18    | 20 tháng 7 | Briançon tới Col d'Izoard                    | 178 km (111 mi)     |                     | Vượt núi            |      |
| 19    | 21 tháng 7 | Embrun đến Salon-de-Provence                 | 220 km (137 mi)     |                     | Vượt đèo            |      |
| 20    | 22 tháng 7 | Marseille                                    | 23 km (14 mi)       |                     | Tính giờ cá nhân    |      |
| 21    | 23 tháng 7 | Montgeron đến Paris (Champs-Élysées)         | 105 km (65 mi)      |                     | Đường bằng phẳng    |      |
|       | Tổng cộng  | Tổng cộng                                    | 3.516 km (2.185 mi) | 3.516 km (2.185 mi) | 3.516 km (2.185 mi) |      |